# 道の駅ふくしま東和
道の駅ふくしま東和（みちのえきふくしまとうわ）は、福島県二本松市にある国道349号の道の駅である。愛称はあぶくま館。NPO法人ゆうきの里東和ふるさとづくり協議会が運営する。
2000年（平成12年）7月20日に「道草の駅あぶくま館」としてオープン、2004年（平成16年）8月9日に道の駅に登録された。
以前、養蚕が盛んな地域だったこともあり、桑の葉を活用した桑の葉パウダーや麓山(羽山)の麓で栽培されている羽山りんごが特産である。
また、いわゆる道の駅以外の活動として、グリーンツーリズムの推進も行っている。この地域では20軒以上の農家民宿があり、個人・団体での農業体験等の受け入れも行っている。

## 施設
- 駐車場
  - 普通車：40台
  - 大型車：2台
  - 身障者用：2台
- トイレ
  - 男：大 4器（2器）、小 8器（5器）
  - 女：8器（5器）
  - 身障者用：2器（1器）

※（）内は、24時間利用可能
- 公衆電話：2台
- 特産品展示販売
- 各種体験・加工・調理施設
- 地域PRコーナー
- 農村公園
- 中華料理店
- 福島交通「二本松駅・若宮二丁目」行きバス停

## 休館日
- 年末年始

## アクセス
- 国道349号 - 登録路線
  - 福島県道303号石沢荻田線

## 周辺
- 戸沢郵便局